# 特別
特別（とくべつ）とは、広く通用する状態とは異なる状態、即ち例外となる状態のこと。類義語は、「特殊」「特異」「奇異」「殊(こと)」「異(こと)」「特(こと)」など。対義語は、「普通」「一般」「平常」「通常」「庸常」。

## 用例
『特』という字は「目立つ」「異なる」「抜群」「中でも一つ」という意味を持つ字であり、「特等」「特A級」というように接頭語として「一つだけ別」「例外的」という意味でも使用されている。
『別』という字は「分ける」「分けられた」という意味も持っており、「区別」「判別」「別個」「別格」というように使用される。
『特別』という語は、「目立っていて分けられる状態」「一つだけ分けられる状態」「通例とは異なる状態」「例外的」という意味だが、「重要である」という意味合いも強い。
なぜ特別であるかといえば、限られた人や事物にしか受け入れられない、並外れている、方法が外の物と異なるといった性質が挙げられる。
社会的・歴史的に見ると、普通・平常であることが重く扱われ、特別・特殊であることが軽く扱われる傾向も根強い。
例えば、宗教においては、普通の流派を「正統」と呼んで敬愛し、特別な流派を「異端」と呼んで唾棄する傾向が見られる。
その逆で、特別・特殊であることが「優秀」「平の人間には敵わない」として重く扱われ、普通・平常であることが「ありきたり」「長所を持たない」「目立たない」として軽く扱われる傾向もある。
特別を重く扱う語例として、英語で「特別」「特殊」「例外的」を意味する『exceptional』は、「非凡」「優秀で特別」「別格」という意味を持つ。
一方で、普通を軽く扱う語例として、「普通で愚な」「変わった点を持たず愚な」を意味する『庸愚』『凡愚』や、「普通以下」「普通か悪いかのどれか」を意味する『庸劣』などがある。

## 哲学
哲学の一分野である形而上学において、特別とは、一言で言えば、「何かでないもの」と定義される。
それは抽象的な概念でなく、具体的な例示の列挙によって例えられるものでもなく、具体的なものとして存在するものである。
それゆえ、「ソクラテス」は特別である。プラトンの師であるソクラテスはただ一人しか存在しないからである。
これに対して、「赤色」は特別でない。なぜならば、（実在論に立つ限り）それは抽象的な概念であり、「私の自転車」や「このリンゴ」や「あの少女の髪」などといったように、具体的な例示の列挙によって例えられるものだからである。